# Subilla principiae
Subilla principiae är en halssländeart som beskrevs av Pantaleoni et al. 2004. Subilla principiae ingår i släktet Subilla och familjen ormhalssländor. Inga underarter finns listade i Catalogue of Life.